# زبیگنیف کوژمینسکی
زبیگنیف کوژمینسکی (لهستانی: Zbigniew Kuźmiński؛ ‏ ۴ نوامبر ۱۹۲۱ – ۱۲ مارس ۲۰۰۵) یک فیلم‌نامه‌نویس، و کارگردان فیلم اهل لهستان بود.
از فیلم‌ها یا مجموعه‌های تلویزیونی که وی در آن‌ها نقش داشته‌است، می‌توان به جمهوری امید و کرانه‌ای دیگر اشاره نمود.